# Arabská studená válka
Arabská studená válka (arabsky الحرب العربية الباردة‎, al-ḥarb al-`arabiyyah al-bāridah) byl politický konflikt v Arabském světě, který probíhal od padesátých do sedmdesátých let 20. století coby součást studené války. Začátek konfliktu je datován do července 1952, kdy v Egyptě proběhla revoluce, při které se k moci dostal Gamál Násir. Od té doby nově vznikající arabské republiky, inspirované nacionálním revolučním sekularismem násirovského Egypta, konkurovaly tradicionalistickým a konzervativním arabským monarchiím, které vedla Saúdská Arábie. Za konec období arabské studené války je považována íránská islámská revoluce z roku 1979, po které se region dostal do nového regionálního konfliktu známého jako íránsko-saúdskoarabský zástupný konflikt.
Gamál Násir nabídl sekulární panarabský nacionalismus a socialismus coby reakci na pokračující spolupráci tradičních arabských monarchií se západními státy, které v době dekolonizace nadále prosazovaly v arabském světě své zájmy. Násir se také vymezil proti islamismu. Krátce po svém nástupu k moci se postavil za Palestince, i když jen ve smyslu panarabského sjednocování. V roce 1956 v arabsko-izraelském konfliktu, během suezské krize, získal politické vítězství. Krátce poté se další arabská revoluční hnutí díky tomu nechala inspirovat jeho ideologií tzv. násirismu. Poté vznikla revoluční cestou řada arabských republik, například Irácká republika (1958), Jemenská arabská republika (1962) nebo Libyjská arabská republika (1969). V arabských státech, které byly v této době stále pod evropskou koloniální správou (například Alžírsko nebo Jižní Jemen (resp. Jihoarabská federace a Jihoarabský protektorát)), probíhaly národní povstání. Období bylo také typické snahou o sjednocování arabských zemí. V letech 1958 a 1961 se takto Egyptská republika a Syrská republika spojily do Sjednocené arabské republiky. Většina pokusů ale byla neúspěšná.
Saúdská Arábie rychle zformovala koalici složenou z Jordánska, Maroka a států Perského zálivu, která měla zabránit šíření revolučních republik a jejich vlivu v regionu. Jedním ze zásadních konfliktů, do kterého se bloky zapojily byla občanská válka v severním Jemenu. V roce 1962 ve válce zvítězili republikáni a vznikla Jemenská arabská republika.
Arabské rivalství se brzy stalo součástí studené války mezi západním a východním blokem. Spojené státy americké a západní blok podporovaly konzervativní monarchie, zatímco Sovětský svaz a východní blok podporovaly revoluční republiky zavádějící arabský socialismus. Nicméně ten sám potlačoval internacionální komunistické hnutí. Arabský socialismus byl postaven na ideologii odporu proti westernizaci, evropskému kolonialismu a imperialismu. Tato hnutí poté podporovala obdobné snahy i v dalších částech světa (například kubánskou revoluci (1953–1959)). Oproti tomu arabské monarchie zase podporovaly konzervativní vlády v muslimských zemích, jako například v Pákistánu.
Konec období arabské studené války je datován do sedmdesátých let 20. století. Počátkem byl ovšem již rok 1967, kdy se vliv Egypta a Násira snížil po neúspěchu v šestidenní válce s Izraelem. Po ní se Egypt soustředil na osvobození vlastního území (tzv. opotřebovací válka) spíše než na soupeření se Saúdskou Arábií. V roce 1970 navíc Násir zemřel a novým prezidentem Egypta se stal Anvar as-Sádát, který opustil revoluční rétoriku. Sádát navíc v průběhu jomkipurské války hledal podporu u saúdskoarabského krále Fajsala. Sádát se poté zcela odstřihl od Násirova odkazu a ukončil strategické spojenectví se Sovětským svazem a místo toho ho uzavřel se Spojenými státy americkými. V roce 1978 poté uzavřel mírové dohody s Izraelem. Kritika tohoto jednání byla v roce 1981 motivací jeho atentátníka. Egypt byl také dočasně vyloučen z Ligy arabských států a regionálně izolován. Poslední ránou byla v roce 1979 íránská islámská revoluce, která vlivově posílala různá hnutí islamistů a v regionu ustanovila silného ší'itského hráče, který se chtěl postavit sunnitským soupeřům. Po vypuknutí irácko-íránské války v roce 1980 se Egypt spojil se Saúdskou Arábií na lince sunnitského spojenectví. Obdobný konflikt vypukl například v Libanonu, kde Írán podporoval zástupný konflikt prostřednictvím Hizballáhu.
Termín „Arabská studená válka“ poprvé použil v roce 1965 americký politolog Malcolm H. Kerr coby název své knihy.

## Seznam ozbrojených konfliktů v arabské studené válce

### 50. léta
- Egyptská revoluce (1952)
- Irácká intifáda (1952)
- Státní převrat v Sýrii (1954)
- Alžírská válka (1954–1962)
- Syrská krize 1957
- Libanonská krize 1958
- Irácká revoluce 1958
- Povstání v Mosulu (1959)

### 60. léta
- Krize v Bizerta (1961)
- Státní převrat v Sýrii (1961)
- Občanská válka v severním Jemenu (1962–1970)
- Státní převrat v Iráku v únoru 1963
- Státní převrat v Sýrii (1963)
- Dafárské povstání (1963–1976)
- Písečná válka (1963)
- Povstání v Adenu (1963–1967)
- Státní převrat v Sýrii (1966)
- Šestidenní válka (1967)
- Státní převrat v Súdánu (1969)
- Libyjská revoluce 1969

### 70. léta
- Černé září v Jordánsku (1970–1971)
- Státní převrat v Sýrii (1970)
- Státní převrat v Súdánu (1971)
- První jemenská válka (1972)
- Libanonská občanská válka (1975–1990)
- Islámské povstání v Sýrii (1976–1982)
- Libyjsko-egyptská válka (1977)
- Etiopsko-somálská válka (1977–1978)
- Čadsko-libyjská válka (1978–1987)
- Druhá jemenská válka (1979)

### 80. léta
- Irácko-íránská válka (1980–1988)
- Státní převrat v Súdánu (1985)
- Občanská válka v Jižním Jemenu (1986)

### 90. léta
- Irácká invaze do Kuvajtu (1990)
- Válka v Zálivu (1990–1991)
- Povstání v Iráku (1991)
- Alžírská občanská válka (1991–2002)
- Jemenská občanská válka (1994)